# The Sims 2: Open for Business
The Sims 2: Open for Business é a 3ª expansão para o jogo de simulação de vidas, The Sims 2. Ela permite que os Sims abram seu próprio negócio, desde um instituto de cabeleireiros até uma loja de eletrônicos.

## Descrição
A expansão trabalha, principalmente, com itens e interações para os Sims que irão abrir seu próprio negócio. Um Sim pode comprar qualquer lote comunitário existente na sua vizinhança, ou começar um do zero, também pode personalizar o preço e o nome de alguns de seus produtos a venda. Ao começar um negócio, o Sim recebe uma escritura da sua propriedade, podendo transferir este bem para qualquer outro sim, usando a interação "Propor".
Enquanto o Sim comanda sua loja, uma nova interface surge no canto superior direito, que mostra a lealdade dos clientes, informações dos funcionários, registro de caixa, informações comerciais e ferramentas de construção comercial. O Sim gerente pode vender quase todos os itens presentes no catálogo do jogo (assim como itens de outras expansões, como os carros de Vida Noturna), o mínimo necessário para abrir um negócio é uma caixa registradora e sua devida bancada, uma placa de Aberto/Fechado e um local para expor os itens (eles também podem ser vendidos diretamente no chão).
O pacote adiciona um Distrito Comercial chamado "Vila Água Azul" à vizinhança, contendo famílias com seus próprios negócios e lotes comerciais pré-feitos, prontos para serem comprados. Qualquer Sim pode se mudar ou morar em um Distrito Comercial, e um Sim da vizinhança principal também pode comprar e administrar lotes comerciais de um distrito comercial e vice-versa. lote comunitário.

## Características/Códigos
Além dos cerca de 125 itens novos, alguns exclusivos para lojas, outros também disponíveis para uso doméstico, Aberto para Negócios oferece mudanças na forma de se jogar The Sims 2 em diversas maneiras:

### Recompensas Comerciais
Ao abrir um negócio super bacana e genial, tanto doméstico ou em um lote comunitário, o Sim dono do estabelecimento tem direito a Recompensas Comerciais, 1 a cada aumento de classificação, conseguido através de um certo número de Estrelas de Lealdade dos Clientes. Cada cliente pode acumular 5 estrelas de Lealdade, sejam elas negativas (vermelhas), ou positivas (amarelas); as positivas ajudam a aumentar sua classificação, enquanto as negativas aumentam o número de estrelas amarelas necessárias.
A tabela de recompensas comerciais está dividida entre 5 caminhos, cada um com 5 atualizações, são eles
| Caminho   | 1ª Melhoria                                                                                          | 2ª Melhoria | 3ª Melhoria | 4ª Melhoria                                                                                                 | 5ª Melhoria |
| --------- | --- | --- | --- | --- | --- |
| Conexões  | Reputação Notável - Impulso inicial em novos relacionamentos.                                        | Reputação Excelente - Impulso ainda maior em novos relacionamentos                                               | Ligações Comerciais - Usando a interação "Conversar...Ligações Comerciais", o Sim descobre todos os contatos de outro Sim.                               | Cabeça para Números - O Sim pode ligar para qualquer Sim presente em sua vizinhança, conhecendo ele ou não. | Ligações Comerciais Fortes - Usando a interação "Conversar...Ligações Comerciais Fortes", um Sim fica sabendo de todos os contatos de outro Sim e ainda ganha um bônus inicial de relacionamento em todos eles. |
| Percepção | Avaliar Humor - Usando a interação "Avaliar...Humor", o Sim descobre o status do humor de outro Sim. | Avaliar Interesse - Usando a interação "Avaliar...Interesse", o Sim descobre algum desejo de consumo do cliente. | Procurando um Alvo - Usando a habilidade "Procurar um Alvo", seu Sim avalia qual dos Sims que estão no seu lote estão dispostos a gastar.                | Personalidade Convincente - Aumenta a eficiência das interações de venda.                                   | Manipulação - Usando a interação "Vendas...Manipular", seu Sim pode mudar a opinião de quase todos os Sims compradores, mas, ao usar esta opção, O Sim manipulador perde um pouco de suas necessidades.         |
| Dinheiro  | Prêmio LeSabinô - §1.000 recebidos como bônus.                                                       | Desconto do Cliente Preferencial - Desconto no atacado.                                                          | Prêmio da Câmara do Comércio - Prêmio em Dinheiro. | Prêmio da Associação dos Proprietários - Prêmio em Dinheiro.                                                | Donativo Will Wright - Prêmio em Dinheiro. |
| Compra no | Desconto no Atacado                                                                                  | Fornecedor Amigo - Desconto adicional no Atacado.                                                                | O Caça-Pechincha - Desconto adicional no Atacado. | Negociador de Verdade - Desconto adicional no Atacado.                                                      | Tubarão dos Tubarões - Desconto adicional no Atacado. |
| Motivação | Simplesmente Influente - Aumento na capacidade de influência, sem a necessidade de novas amizades.   | Vantagem - Usando a interação "Conversar...Mostrar as Vantagens", pode-se melhorar o humor de outro Sim.         | Discurso Motivacional - Através da interação "Conversar...Discurso Motivacional", pode-se aumentar o Conhecimento de outro Sim por um determinado tempo. | Influência Ilimitada - Todos os desejos dão até 5x a mais de influência quando realizados.                  | Estímulo Extra! - Ativando o "Estímulo Extra!", todos os funcionários voltarão imediatamente aos seus postos, ignorando até mesmo suas necessidades.                                                            |

### Conhecimentos
Sete conhecimentos novos foram adicionados ao jogo, 3 relacionados diretamente com vendas, e 4 relacionados com a produção de itens e serviços. Eles diferem das habilidades normais (como Culinária e Criatividade), pois estão divididos em 3 categorias: Bronze, Prata e Dourado.
Em Vendas - Os Sims conseguem desenvolver esta habilidade orientando Sims indecisos, ou ajudando Sims interessados em certo item ou serviço. A cada melhora de conhecimento, uma nova interação é habilitada. Inicialmente, apenas a interação "Venda Básica" pode ser feita, depois surgem  as interações "Oferecer Desconto", "Venda Agressiva" e "Deslumbrar".
Em Caixa - Este é o conhecimento relacionado com a operação da Caixa Registradora, a cada melhora, mais rápido e eficiente se torna a recepção dos clientes. Somente se pode melhorar este conhecimento recebendo clientes de verdade, tornando difícil de se conseguir um Bronze sem causar transtorno e enormes filas de consumidores enfurecidos.
Reposição de Estoque - Cada vez que um item é comprado por um cliente, é colocada uma placa de "Esgotado" em seu lugar; os Sims encarregados de repor estes itens ficam vagando pela loja, procurando itens esgotados para substituí-los. A cada melhora deste conhecimento, o processo de reposição se torna mais rápido e eficiente.
Robótica - Este conhecimento é adquirido ao trabalhar no item "Construtor de Robô 'Perigo-Perigo' das Indústrias 'Monte Isso'", montando robôs. Cada vez que um Sim começa a construção de um item, paga por sua matéria-prima, que é entregue automaticamente. Inicialmente, apenas o "Robô de Brinquedo" está disponível para construção. Ao melhorar esta habilidade, novos robôs podem ser construídos, são eles:
Faxinobô - Robô que limpa toda a sujeira do chão, mas, ao sofrer problemas técnicos, expira sujeira por todos os lados.
Hidrobô - Robô responsável por molhar as flores, não consegue aparar os arbustos. Molha o chão ao sofrer problemas técnicos.
Robô Laricatronic - Robô voador, que entrega comida, como pizza e comida chinesa, de graça ao seu dono aleatoriamente. Quando afetado por problemas técnicos o robô entrega comida estragada e o Sim responsável ainda paga por ela.
Robô de Vigilância - Funciona como o "Alarme contra Roubo 'Sim-Gurança V'", porém também protege o carro (sem necessidade de um alarme) e impede que Sims chutem sua lixeira ou destruam sua barraca de limonada. Ao sofrer problemas técnicos o robô pode atacar qualquer Sim que estiver passando pela calçada, podendo até mesmo matá-lo através do choque elétrico.
Servus - Robô controlável. Mais explicações na seção abaixo.
Arranjos Florais - Este conhecimento é adquirido ao trabalhar no item "Bancada de Trabalho Floral 'Que Cheiro É Esse!' das Indústrias 'Monte Isso'", fazendo arranjos florais. Inicialmente, apenas o "Buquê de Margaridas" está disponível para produção, com a melhora do conhecimento, surgem os buquês de Flores Silvestres, de Tulipas, de Flores Mistas, de Rosas e o buquê Boca-de-Dragão, que pode possuir um cheiro agradável ou não.
Fabricação de Brinquedos - Este conhecimento é adquirido ao trabalhar no item "Bancada de Brinquedos 'Fabriquinha Feliz' das Indústrias 'Monte Isso'", fazendo brinquedos. Inicialmente, apenas o brinquedo "Senhor Tijolo" está disponível. Com o aprimoramento deste conhecimento, pode-se fazer caminhões de bombeiro, pipas, palhaços na caixa, peões malucos e o Irrigador Aqualoco.
Cosmética - O único conhecimento relacionado ao prestamento de serviços. Só se pode desenvolver e usufruir das habilidades cosméticas usando a cadeira "Dragão Never More" em alguma empresa doméstica ou lote comunitário, da mesma forma que um instituto de cabeleireiros. O serviço de cabeleireiros é questionável, pois ao ir com um Sim até um cabeleireiro o cliente não tem direito de escolher o corte, e ele só mudará se ocorrer um "desastre" por falta de conhecimento do cabeleireiro. Também é possível trocar de cabelo dentro da casa dos Sims, de graça, em qualquer espelho, escolhendo a opção "Mudar Aparência". Edição: o corte de cabelo pode ser escolhido, desde que o cabeleireiro tenha um nível alto de conhecimento em "cosmética".

### Robô Servus
Após os alienígenas do The Sims 2 original, os Zumbis do Vida de Universitário e os Vampiros do Vida Noturna, chegou a vez dos robôs se transformarem em personagens controláveis. Um robô só pode ser feito por alguém com conhecimento dourado em robótica e leva cerca de 12 horas inteiras para ser construído. Após pronto, o robô pode ser colocado como um objeto comum em qualquer lugar, e depois pode ser inicializado como Homem ou Mulher e ter seu nome escolhido por algum Sim do lote.
O Sim que inicializa o robô passa algumas informações para ele, como todos os conhecimentos e habilidades, o signo, a aspiração, sua personalidade e alguns relacionamentos (se o Sim que inicializa o robô é apaixonado por outro Sim, o robô terá um relacionamento inicial extra com ele). O Servo pode se apaixonar, seja por um Sim, ou por outro robô, mas não pode ter filhos.
As necessidades dos robôs são diferentes das dos Sims de carne e osso. Eles necessitam apenas de Energia, Diversão, Social e Ambiente, todos conseguidos da mesma maneira que um Sim comum consegue, com exceção da Energia, que pode ser recarregada rapidamente com a energia solar ou obtida dormindo normalmente, que pode ser feito em qualquer momento do dia.
Os robôs possuem apenas 2 roupas: a social, um terno adaptado ao formato do robô, e a comum ou sem roupa. O Servo não pode entrar em contacto com a água, pois entra em curto circuito, perdendo rapidamente energia e social, sendo obrigado a recarregar. O Servo nunca envelhece e, uma vez inicializado, não pode ser desativado definitivamente, apenas desligado por um certo tempo.

### Códigos
setHour [0-23]
Define a hora.
AddNeighborToFamilycheat [on/off]
Isso permite interagir com Sims que não podem ser controlados, para que sejam acrescentados à sua família
Forcetwins
Quando um Sim estiver esperando um bebê, selecione-o e digite o truque. O Sim automaticamente terá gêmeos.
Plumbbobtoggle [on/off]
Isso desativa o prisma verde sobre a cabeça do Sim. Ótimo para edições de filmes.
Truque para Remover Restrições de Colocação em Paredes:
- Pressione as teclas CTRL + ALT enquanto tenta colocar o objeto para ativar o truque.
- As regras de colocação de objetos nas paredes serão removidas. Você poderá colocar qualquer objeto de parede em uma parede que já tenha outro objeto.
maxmotives - todas as necessidades do seu Sim ficam no máximo, menos Ambiente.

## Itens de Destaque
- O "Possibilitador Lucrotronic Divertido e Legal" - Através deste objeto, você consegue cobrar dos Sims visitantes pela utilização dos itens de um lote. A cobrança é feita por hora, e o valor padrão é determinado de acordo com o número e a qualidade dos itens oferecidos. O valor também pode ser personalizado. O Sim interessado passa um tempo analisando o possibilitador, podendo ser influenciado nas vendas da mesma maneira que é feita nas lojas.

- Linha de móveis "Missão" - Um set de móveis com o tema "Missão". São 17 itens, como mesas, sofás, cadeiras e camas, e 16 papéis de parede (alguns compõem o mesmo tipo).

- Barraquinha de Limonada "Aperte Aqui" - Através deste item você pode colocar tanto um adulto quanto uma criança para trabalhar vendendo limonadas. Também se pode definir o preço da bebida, e a matéria-prima é paga.

- Elevadores da Cia. Andares - Economize tempo indo de um andar para o outro dentro de uma loja ou até mesmo sua casa. Os sims também podem realizar um Oba-Oba no elevador, mas, assim como o uso normal, há um risco de queda.

- Toldos - Use os toldos para incrementar o quintal ou o interior das casas dos Sims.

- Fundações de Interiores - Use esta nova ferramenta para criar uma fundação dentro da casa, formando um novo local, mas com o mesmo ambiente.

## Fazendo um negócio lucrativo
Se você já tentou fazer de tudo para conseguir dar lucro no seu negócio e não conseguiu aqui tem dicas interessantes para [alavancar] seu negócio!
- Sempre compre produtos para seu estabelecimento quando a barra do modo compra estiver "amarela" assim os produtos que irão para sua loja ficaram mais baratos.

- Loja de brinquedos, flores e móveis são muito lucrativos!

- Quando você conseguir 1 ponto do seu estabelecimento, use na opção desconto de atacado! Assim cada vez fica mais barato e dá para lucrar um pouco mais!

- Nunca deixe a loja sozinha... Mesmo que você tenha vários empregados! Sempre aparecerá pessoas indecisas e se elas não forem atendidas darão pontos negativos a você! Então contrate um subgerente!

## Configurações Mínimas
Desde Vida Noturna, as configurações mínimas do The Sims 2 subiram um pouco. Aberto para Negócios manteve estas mudanças, apesar de alguns jogadores terem notado um aumento na estabilidade e no frame rate após a instalação da expansão.
- Processador de 1 GHz para sistemas com placa de vídeo com T&L com ao menos 32 MB. Processador de 2.4 GHz para sistemas sem uma placa de vídeo com T&L com ao menos 32 MB.
- RAM 256 MB
- Sistema operacional Windows® XP, Windows ME, Windows 98, Windows 2000, Windows Vista ou Windows 7
- Pelo menos 1.5 GB de espaço no disco rígido, somente para a expansão

## Recepção crítica
Open for Business recebeu um prêmio de vendas "Gold" da Entertainment and Leisure Software Publishers Association (ELSPA), indicando vendas de pelo menos 200.000 cópias no Reino Unido. Recebeu médias de 78% e 79% de sites agregados GameRankings e Metacritic, respectivamente. Eurogamer deu ao jogo 7 em 10 dizendo que o jogo é "confuso no começo".